# Христо Попов (църковен деец)
Вижте пояснителната страница за други личности с името Христо Попов.
Христо Стоянов Попов е български духовен деец от късното българско възраждане в Македония.

## Биография
Попов е роден в 1876 година във воденското българско село Владово, тогава в Османската империя, днес Аграс, Гърция. От 1893 до 1899 година учи в Цариградската българска духовна семинария, след което в 1899 година започва да учи в Духовната академия в Москва, която завършва в в 1903 година.
Връща се в Османската империя и става учител. От 1892 до 1908 година преподава в Цариградската българска духовна семинария. В 1908/1909 година е учител в Солунската българска мъжка гимназия, а в 1909 - 1923 година в Софийската духовна семинария. От 1923 година до пенсионирането си в 1931 година е секретар на Светия синод на Българската екзархия.
През октомври 1920 година на Втория велик събор е избран за член на Изпълнителния комитет на Съюза на македонските братства заедно с доктор Иван Каранджулов, Никола Стоянов, Христо Станишев, Наум Томалевски, доктор Божирад Татарчев, Никола Дишков, Петър Глушков, Яков Янков и Славейко Матов.
Попов е един от най-плодотворните и талантливи български богослови-миряни. Автор е на три учебника но Свето писание за севинариите. Участва активно във Върховната богословска комисия на Светия синод по преглеждане на българския превод на Библията. Активно участва и при подготвянето и издаването от Синода на поредица богослужебни книги: Служебник, Напрестолно Евангелие, Апостол, Каноник, Цветослов, Часослов, Катавасийник и Парамийник. Превежда, съставя и редактира „Жития на светиите“, издадена в 1930 година, „Проповедническа енциклопедия“ на Григорий Дяченко, издаденав 1929 година, „Граматика на гръцкия библейски език“, издадена в 1929 година и други. Автор е и над 20 брошурки с църковно и нравствено съдържание. След пенсионирането си три пъти е редактор на „Църковен вестник“.
Умира в 1944 година в София.